# Zvonimir Despot
Zvonimir Despot (Koprivnica, 19. travnja 1970.) novinar, urednik i kolumnist Večernjeg lista iz Zagreba, povjesničar i publicist.

## Životopis
Završio je srednju medicinsku školu u Varaždinu. Diplomirao je 1996. godine na Katoličkom bogoslovnom fakultetu Sveučilišta u Zagrebu, na čijoj je Katedri za crkvenu povijest obranio diplomski rad pod nazivom Braća Hrvatskog zmaja i hrvatska sakralna baština. Povijest Družbe 1905. – 1995. (vidi: Časopis za suvremenu povijest 29, br. 1/1997.).
Od polovine 1997. godine radi kao novinar i urednik u „Večernjem listu“ u Zagrebu, gdje je objavio niz novinskih članaka i komentara iz suvremene hrvatske povijesti, prije svega o Drugome svjetskom ratu, komunističkoj Jugoslaviji, hrvatskoj emigraciji te o Domovinskom ratu. 
Urednik je biblioteke Večernjakovih knjiga Večernji edicija i časopisa Vojna povijest. Piše kolumnu u novinama ponedjeljkom pod nazivom Bez pardona a piše o temama iz povijesti i na vlastitom blogu na Večernjakovoj web stranici koji nosi naziv Bumerang prošlosti.
Vlasnik je tvrtke Despot Infinitus d.o.o. za nakladništvo i usluge od 2011. godine.

## Knjige
- "Ne bojte se", Večernji list, 2005. (grupa autora)
- "Hrvatska za svakoga", Večernji list, 2005. (grupa autora)
- "Međugorje. Tajna Gospinih ukazanja", Večernji list, 2006. (grupa autora)
- "Vrijeme zločina. Novi prilozi za povijest koprivničke Podravine 1941. – 1948.", Hrvatski institut za povijest, 2007.[2]
- "Partizanska i komunistička represija i zločini u Hrvatskoj 1944. – 1946. Dokumenti. Zagreb i središnja Hrvatska", Hrvatski institut za povijest, 2008. (grupa priređivača)[3]
- "Tito-tajne vladara. Najnoviji prilozi za biografiju Josipa Broza", Večernji list, 2009.[4]
- "Tito-strogo povjerljivo. Arhivski dokumenti", Večernji list, 2010. (s Perom Simićem)[5]
- "Pisma Titu. Što je narod pisao jugoslavenskom vođi", Večernji list, 2010.[6]
- "Misterij Međugorja", Večernji list, 2011. (grupa autora)
- "Medački džep 1993.", Večernji list, 2012.
- "Ideja Velike Srbije: od Ilije Garašanina do Tomislava Nikolića", Večernji list, 2012. (s Danijelom Tatićem)
- "Akcije Specijalne policije MUP-a u operaciji 'Oluja'", Večernji list, 2012. (grupa autora)
- "Seljačka buna Matije Gupca", Večernji list, 2013. (s Danijelom Tatićem)
- "Ustaška vojnica 1: oružana sila Ustaškog pokreta u Nezavisnoj Državi Hrvatskoj 1941. – 1945.: (prva knjiga travanj 1941. - rujan 1943.)", Despot Infinitus d.o.o., Zagreb, 2013. (suautori Amir Obhođaš, Bojan Dimitrijević i Mario Werhas)[7]
- "Ustaška vojnica 2: oružana sila Ustaškog pokreta u Nezavisnoj Državi Hrvatskoj 1941. – 1945.: (druga knjiga rujan 1943. - svibanj 1945.)", Despot Infinitus d.o.o., Zagreb, 2013. (suautori Amir Obhođaš, Bojan Dimitrijević i Mario Werhas)

## Kolumne i blog
- Bez pardona[8]
- Bumerang prošlosti[9]